# Rovinari

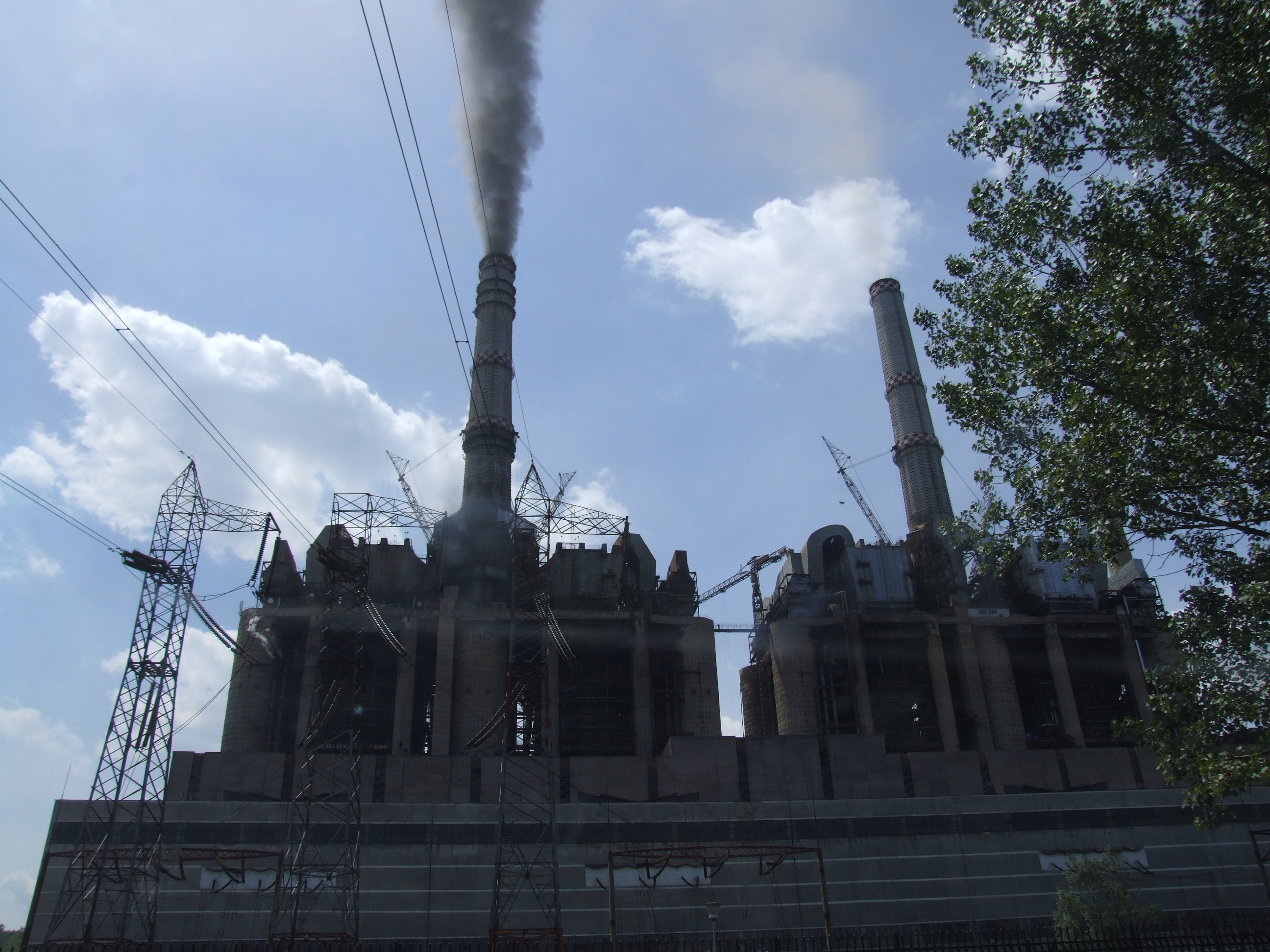
A hőerőmű közelebről

Rovinari város Gorj megyében, Olténiában, Romániában.

## Elhelyezkedés
A település a megyeszékhelytől Târgu Jiu-től 25 km-re, délnyugati irányban helyezkedik el, kb. 5 km-re a Zsil folyótól keletre.

## Történelem
Városi rangot 1981-ben kapott.

## Gazdaság
Rovinari, iparának meghatározó ágazata a bányászat. Az ásványkincsek (főleg lignit) kitermelése több földalatti és külszíni bányában végzik a város körül. A városhoz tartozó hőerőmű, az egyik legnagyobb ilyen létesítmény az országban.

## Hírességek
- Teodor D. Costescu (1864 - 1939) - professzor, politikus, a Román Akadémia tiszteletbeli tagja volt.

## Külső hivatkozások
- A város honlapja